# Symmorphus albomarginatus
Symmorphus albomarginatus  (лат.) — вид одиночных ос из семейства Vespidae.

## Распространение
Встречаются в Северной Америке: Канада, США, Мексика, Никарагуа.

## Описание
Длина переднего крыла самок 8,5—9,5 мм, а у самцов — 7,0—7,5 мм. Окраска тела в основном чёрная с жёлтыми отметинами. Гнёзда строят в готовых полостях (полых стеблях растений, в древесине). Для кормления своих личинок добывают в качестве провизии личинок жуков-листоедов рода Chrysomela. 